# Galatella aragonensis
Galatella aragonensis là một loài thực vật có hoa trong họ Cúc. Loài này được (Asso) Nees mô tả khoa học đầu tiên năm 1832.